# Villayhtymä
Villayhtymä Oy var en finländsk ylleindustrikoncern. 
Villayhtymä bildades 1959 genom fusion (slutförd 1960) av De förenade yllefabrikerna Ab (Hyvinge), Klingendahl Oy, Hämeenlinnan verkatehdas Oy (grundat 1895, fabriken nedlagd 1963) och Åbo Klädesfabriks Ab (grundat 1874, nedlagd 1976). Följande år anslöts Orimattilan Villatehdas Oy (grundat 1882; en del av dess lokaler används än idag av Sellgren-tekstiilit Oy) och Helsingfors Klädesfabrik Ab (grundat 1940, Hyvinge) som dotterbolag, varvid omkring 80 procent av landets ylleindustri ingick i koncernen. I mitten av 1960-talet sysselsatte Villayhtymä 3 700 personer. Koncernen gjorde dock konkurs på julaftonen 1969, varefter verksamheten fortsattes av Hyvilla Oy, som till 1974 helägdes av Nordiska föreningsbanken, den största fordringsägaren. Hyvilla Oy och den Barkerska fabriken i Åbo bildade 1978 ett nytt, statsägt företag i branschen, Valvilla Oy.